# Veit Lindau

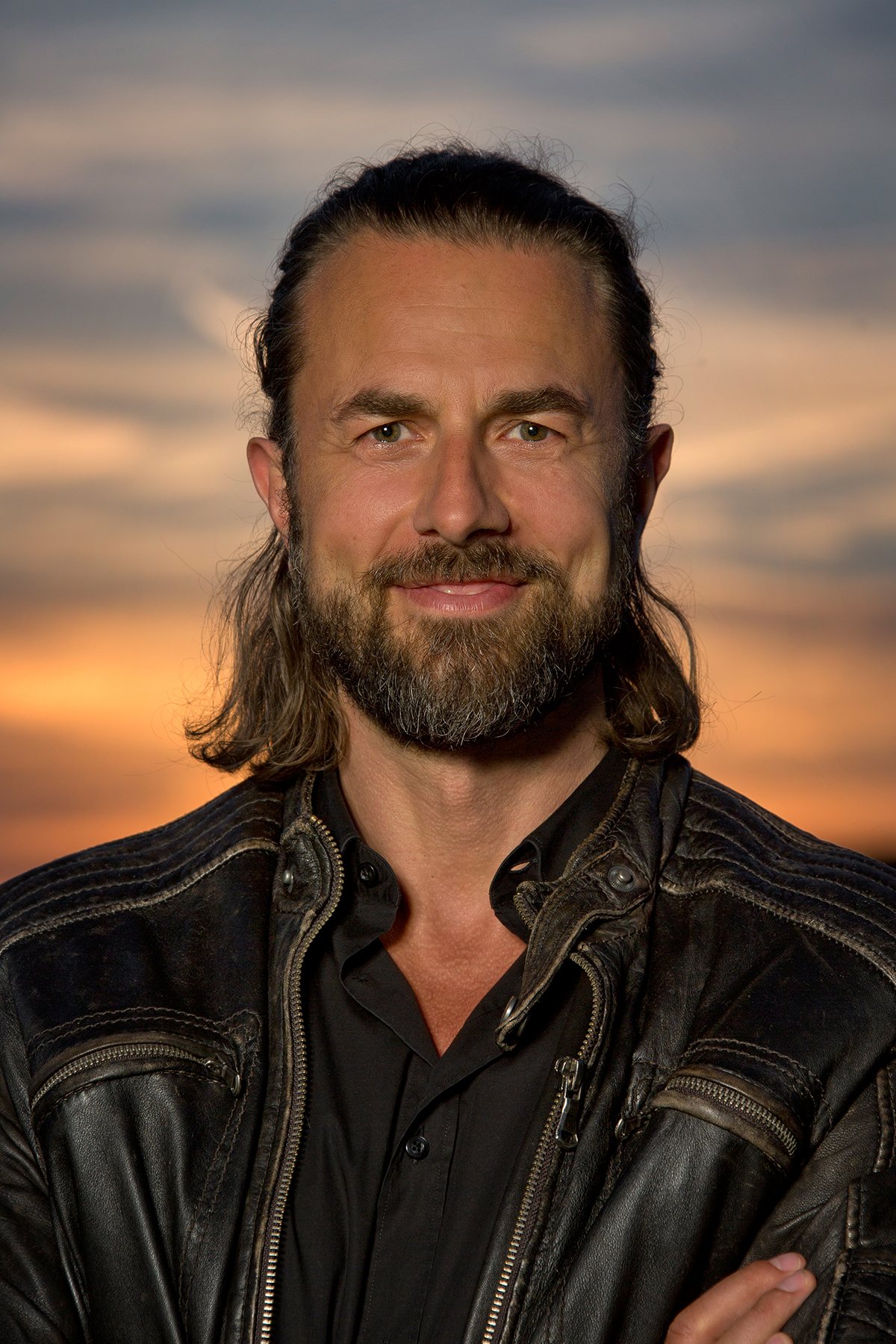
Veit Lindau, 2016

Veit Lindau (* 16. Mai 1969 in Görlitz) ist ein deutscher Buchautor, Coach und spiritueller Lehrer. Er beschäftigt sich unter anderem mit den Themen Selbsterkenntnis und Meditation sowie Berufung und Beziehung.

## Leben
Veit Lindau gründete 1994 mit seiner Ehefrau Andrea Lindau das Coaching- und Seminarinstitut terralibra. Er absolvierte 1999 eine Ausbildung als Heilpraktiker. 2008 gründete er mit Andrea Lindau die Life Trust Akademie und 2013 den Living Master Club und die Onlineplattform humantrust. 2019 wurde die Community- und Kursplattform homodea.com gegründet, über die er eine Ausbildung zum „zertifizierten Life Trust Coach“ anbietet. Die Life Trust Holding GmbH wurde im Jahr 2019 gegründet.
Im Jahr 2021 erreichten sein Buch Genesis: Die Befreiung der Geschlechter und sein Buch Schattenwerk den Spiegel Bestseller-Status, 2022 gelang dies mit seinem Buch Zukunftswerk, seinem Buch Stille Seele, Wildes Herz sowie dem gemeinsam mit Andrea Lindau verfassten Hörbuch Königin und Samurai.

## Kritik
Die Süddeutsche Zeitung veröffentlicht am 2. Februar 2024 eine Reportage über die Coaching-Seminare, berichtet von Vorwürfen ehemaliger Teilnehmer und von Kritik seitens psychiatrischer und psychologischer Experten. Einige Teilnehmer erlebten während oder nach dem Seminar psychische Krisen, einschließlich einer akuten psychotischen Episode. Von Veit Lindau sei das bagatellisiert worden, während Experten von einer extremen Häufung derartiger Krankheiten unter den Seminarteilnehmern sprechen. Das Phönix-Seminar ist von Geheimhaltung umgeben, und Teilnehmer müssen sich verpflichten, den Anweisungen des Trainers strikt zu folgen. Kritiker bemängeln, dass ein starker Gruppendruck aufgebaut werde, der die Teilnehmer über ihre Grenzen hinaus treibe. Einige Teilnehmer empfanden die Atmosphäre als „manipulativ“ und „erniedrigend“, insbesondere in der sogenannten „dunklen Phase“ des Seminars. Es wird berichtet, dass Lindau einen militärischen Ton anschlägt und strikte Regeln durchsetzt, was bei einigen Teilnehmern Unbehagen und Stress auslöst.

## Veröffentlichungen (Auswahl)

### Bücher
- Genesis: Die Befreiung der Geschlechter. Gräfe und Unzer, München 2021, ISBN 978-3-8338-7717-9.
- Schattenwerk: befreie dein verborgenes Potenzial. Gräfe und Unzer, München 2021, ISBN 978-3-8338-8107-7.
- Königin und Samurai: Wenn Frau und Mann erwachen. Zusammen mit Andrea Lindau. Goldmann, München 2018, ISBN 978-3-442-22329-9.
- Rise up. Weil dein Leben kostbar ist. Life Trust, Baden-Baden 2018, ISBN 978-3-943478-28-0.
- Fucked up: Wie du aus Sch… Kompost machst! Kailash, München 2017, ISBN 978-3-424-63155-5.
- Werde verrückt – Das Praxisbuch: 128 Kicks für deinen Erfolg. Kailash, München 2016, ISBN 978-3-424-63122-7.
- Coach to go Selbstliebe: Willkommen zu Hause in dir! Goldmann, München 2016, ISBN 978-3-442-22172-1.
- Coach to go Reichtum: Lass den Mangel hinter dir! Goldmann, München 2016, ISBN 978-3-442-22175-2.
- Coach to go OPUS: Mach dein Leben zu einem Meisterwerk! Goldmann, München 2016, ISBN 978-3-442-22174-5.
- Coach to go Erfolgsbooster: Mach deine Träume wahr! Goldmann, München 2016, ISBN 978-3-442-22173-8.
- Human Angels: Geschenke des Himmels, Lehrer des Lebens. Zusammen mit Rüdiger Dahlke. Life Trust, Baden-Baden 2016, ISBN 978-3-943478-17-4.
- Menschenlehrer. Vom Leben geöffnet. Veit Lindau als Herausgeber. Life Trust, Baden-Baden 2016, ISBN 978-3-943478-16-7.
- Life Trust. Philosophie der Ethik. Zusammen mit Andrea Lindau. Life Trust, Baden-Baden 2015, ISBN 978-3-943478-18-1.
- Werde verrückt: Wie du bekommst, was du wirklich-wirklich willst. Kailash, München 2015, ISBN 978-3-424-63111-1.
- Liebe radikal: Wie du deine Beziehungen zum Erblühen bringst. Kailash, München 2014, ISBN 978-3-424-63089-3.
- Mein Manifest – Timeplaner und Wegbegleiter für 100 Tage gutes Leben. Life Trust, Baden-Baden 2014, ISBN 978-3-943478-10-5.
- Heirate dich selbst: Wie radikale Selbstliebe unser Leben revolutioniert. Kailash, München 2013, ISBN 978-3-424-63073-2.
- No Prblem. Wie du dein Problem löst. Mit Illustrationen von Jana Tuncer. Life Trust, Baden-Baden 2013, ISBN 978-3-943478-07-5.
- Seelengevögelt. Manifest für das Leben. Life Trust, Baden-Baden 2011, ISBN 978-3-943478-00-6.

### Hörbücher
11 seiner Bücher hat Veit Lindau als Hörbuch eingesprochen.

### DVDs
- Mehr als Liebe. Ein Wegweiser in eine tiefere Liebe, 2016
- Wie man Beziehungen gestaltet, 2015
- Wir im Feuer realer Beziehungen, 2015
- Game of Happiness – Glück ist kein Zufall, 2015
- Liebe Radikal – Das Gespräch mit Veit und Andrea Lindau, 2014
- Bedienungsanleitung für einen Mann 2.0, 2014
- Heirate dich selbst – Vortrag auf DVD, 2013
- Die Intelligenz der Fülle, 2012

### Podcasts
- Alles Menschen mit Veit Lindau und Gäst*innen, seit 2021
- Seelengevögelt mit Veit Lindau, seit 2018

## Stiftung
Die ichliebedich-Stiftung hat ihren Sitz in Baden-Baden und wird durch ihren Vorstand Andrea Lindau und Veit Lindau vertreten. Die Stiftung fördert weltweit integrale Projekte der Potenzialentfaltung und der Kultur des Mitgefühls, besonders für Kinder und Jugendliche.